# خيرمان جايتان
خيرمان جايتان (بالإسبانية: Germán Emmanuel Gaitán)‏ (31 يوليو 1995 بقرطبة في الأرجنتين - ) هو لاعب كرة قدم أرجنتيني في مركز الوسط.

## وصلات خارجية
- خيرمان جايتان على موقع قاعدة بيانات كرة القدم.إي يو (الإنجليزية)
- خيرمان جايتان على موقع Soccerway.com (الإنجليزية)